# Club Trouville
El Club Trouville es un equipo de baloncesto uruguayo que compite en la segunda división de Uruguay, la Liga Uruguaya de Básquetbol. Fue fundado el 1 de abril de 1922 y su sede se encuentra en el barrio montevideano de Pocitos.
El color de su camiseta es el rojo, y por eso se lo conoce como El Rojo de Pocitos. Su camiseta alternativa es históricamente blanca, sin embargo en 2019 utilizó celeste y en 2020 amarillo.
Trouville ascendió por primera vez a primera división en el año 1931 donde resultó campeón en dos ocasiones, en el Federal de 1945 y en la Liga Uruguaya 2005-2006.
El 12 de mayo de 2025, Juan Abó asumió la presidencia del club. Un reconocido hincha de la institución y vecino del barrio de Pocitos. Antes de ser presidente, formó parte de la directiva durante varios años. 

## Historia
Los comienzos estuvieron apuntalados por tres hombres llamados Carlos (Carlos A. Lussich Márquez, Carlos De Castro Pérez y Carlos Piñeyro Chain). Fueron los pioneros de la historia de Trouville. Defendieron una forma de practicar el deporte y moldearon una institución que es diferente a las demás.
La construcción de la casilla en campo de deportes en junio de 1925 fue uno de los primeros pasos en la fundación del club. Participaron: Walter Ponce de León, Carlos Lussich, Milton Leindekar, Juan Antonio Rodríguez, el alemán Carlos, Luis Fournier, Carlos Estrada, Hugo Pereyra, Hugo Giavi, Antonio Maynard, Carlos De Castro y Héctor Rodríguez.
El arquitecto Carlos Lussich fue el primer presidente del club.

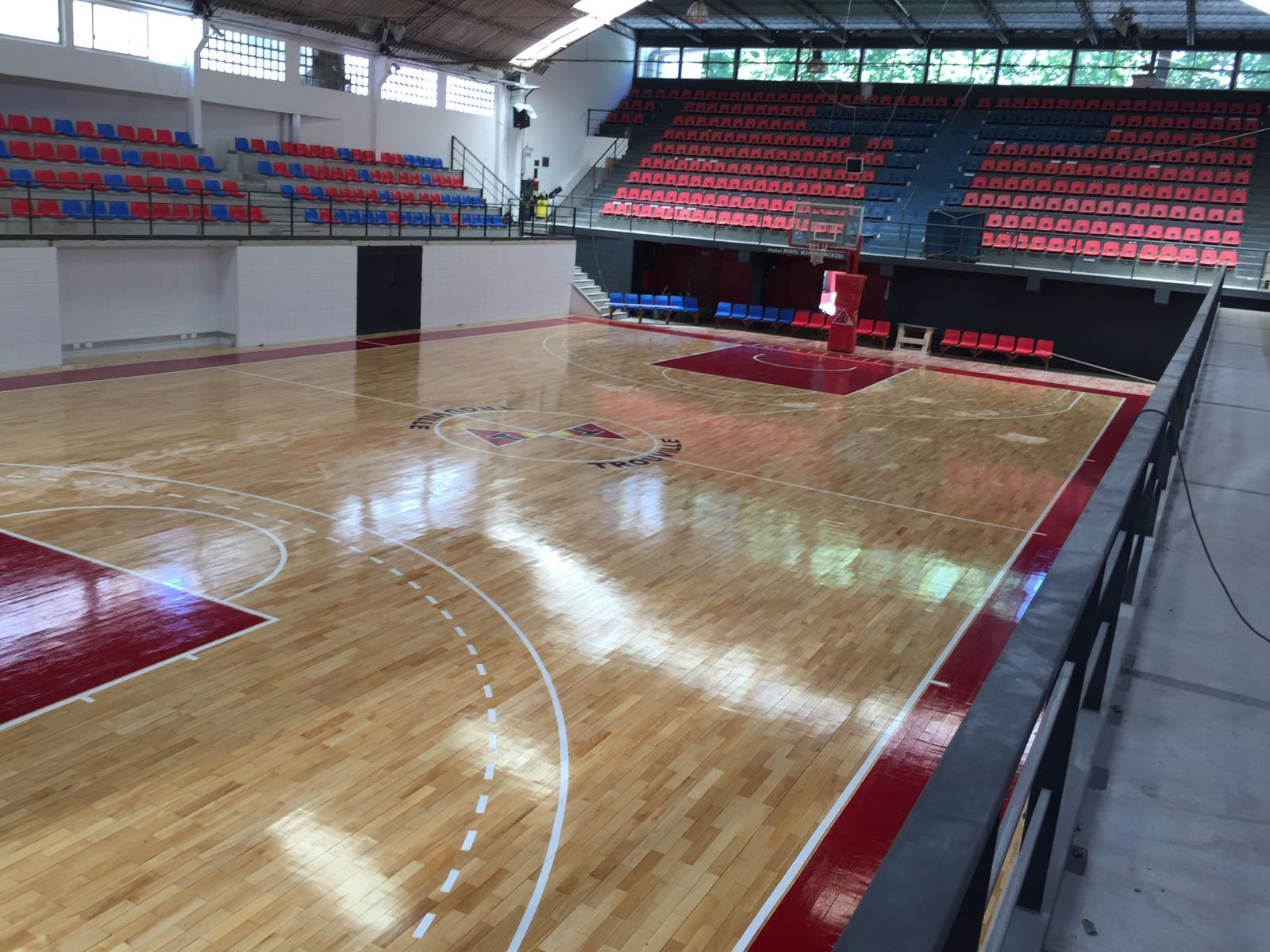
Estadio de Trouville después de la remodelación.

## Instalaciones

### Gimnasio cubierto
El estadio cubierto del Club Trouville, que está ubicado en la calle Chucarro del barrio Pocitos, fue remodelado en 2017. La capacidad de espectadores bajó de 850 a 776 pero, sin embargo, las instalaciones mejoraron: la tribuna de madera, los baños, los alrededores, etc. Cuenta con tres tribunas, la Roberto "Chino" Izubejeres con 204 butacas, la Daniel "Mahoma" Wenzel con 374 butacas y la Los 3 Carlos "De Castro-Lussich-Piñeiro" (fundadores del club), con 198. 
La remodelación costó aproximadamente 500.000 dólares y también el club debió contratar solamente una ficha extranjera en la primera parte del campeonato liguero para poder cuidar mejor su economía.

## Entrenadores
| Nombre                                 | Nac.               | Período     |
| -------------------------------------- | ------------------ | ----------- |
| Héctor López Reboledo                  | Bandera de Uruguay | 1933 - 1953 |
| Javier Rey                             | Bandera de Uruguay | 1954 - 1959 |
| Prudencio de Pena                      | Bandera de Uruguay | 1960 - 1961 |
| Jorge Luisardo                         | Bandera de Uruguay | 1961 - 1962 |
| Prudencio de Pena                      | Bandera de Uruguay | 1960 - 1961 |
| Héctor L. Reboledo - Octavio Pedragosa | Bandera de Uruguay | 1963 - 1964 |
| Octavio Pedragosa                      | Bandera de Uruguay | 1965        |
| Carlos Blixen                          | Bandera de Uruguay | 1966        |
| José Sagarra                           | Bandera de Uruguay | 1967 - 1969 |
| Héctor García                          | Bandera de Uruguay | 1970 - 1971 |
| Alberto Farré                          | Bandera de Uruguay | 1971 - 1972 |
| Carlos Blixen                          | Bandera de Uruguay | 1973 - 1980 |
| Michel Naró                            | Bandera de Uruguay | 1981        |
| Carlos Hartje                          | Bandera de Uruguay | 1982 - 1983 |
| Horacio Gava                           | Bandera de Uruguay | 1983 - 1985 |
| Allauma                                | Bandera de Uruguay | 1986        |
| Daniel Wenzel-Juan Ripoll              | Bandera de Uruguay | 1986        |
| Héctor Campos                          | Bandera de Uruguay | 1986        |
| Ricardo Abracinskas                    | Bandera de Uruguay | 1987 - 1988 |
| Héctor da Prá                          | Bandera de Uruguay | 1989 - 1991 |
| Milton Larralde                        | Bandera de Uruguay | 1992        |
| Enrique Parrella                       | Bandera de Uruguay | 1993 - 1994 |
| Alejandro González                     | Bandera de Uruguay | 1995 - 1998 |
| Juan Carlos Werstein                   | Bandera de Uruguay | 1998 - 1999 |
| Ricardo Abracinskas                    | Bandera de Uruguay | 2000        |
| Alberto Espasandín                     | Bandera de Uruguay | 2001        |
| Alejandro Glik - Federico Camiña       | Bandera de Uruguay | 2002 - 2004 |
| Alejandro González                     | Bandera de Uruguay | 2005 - 2008 |
| Federico Camiña                        | Bandera de Uruguay | 2009 - 2010 |
| César Somma                            | Bandera de Uruguay | 2010 - 2011 |
| Edgardo Ottati                         | Bandera de Uruguay | 2012        |
| Mateo Rubio Díaz                       | Bandera de España  | 2012 - 2014 |
| Álvaro Tito                            | Bandera de Uruguay | 2014 - 2018 |
| Germán Fernández                       | Bandera de Uruguay | 2019 - 2021 |
| Marcelo Signorelli                     | Bandera de Uruguay | 2021 - 2023 |
| Pablo Morales                          | Bandera de Uruguay | 2023        |
| Esteban Yaquinta                       | Bandera de Uruguay | 2024 - 2025 |

## Palmarés

### Torneos nacionales
- Federal de Primera División (1): 1945
- Liga Uruguaya de Básquetbol (1): 2005-06
- Campeón Copa Uruguay (1): 2020[4]
- Subcampeón Liga Uruguaya de Básquetbol (1): 2014-15
- Subcampeón Liga Uruguaya de Básquetbol: (2): 2019-20
- Subcampeón Federal de Primera División (1): 1944
- Subcampeón Federal de Primera División (2): 1973